# Liegi-Bastogne-Liegi 1950
La Liegi-Bastogne-Liegi 1950, trentaseiesima edizione della corsa, fu disputata il 23 aprile 1950 per un percorso di 263 km. Fu vinta dal belga Prosper Depredomme, giunto al traguardo in 7h25'25" alla media di 35,427 km/h, precedendo i connazionali Jean Bogaerts e Edward Van Dijck. 
I corridori che portarono a termine la gara al traguardo di Liegi furono in totale 60.

## Ordine d'arrivo (Top 10)
| Pos. | Corridore            | Squadra           | Tempo    |
| ---- | -------------------- | ----------------- | -------- |
| 1    | Prosper Depredomme   | Garin-Wolber      | 7h25'25" |
| 2    | Jean Bogaerts        | Ruche-Dunlop      | a 3"     |
| 3    | Edward Van Dijck     | Allegro           | s.t.     |
| 4    | Briek Schotte        | Alcyon-Dunlop     | s.t.     |
| 5    | André Declercq       | Bertin            | s.t.     |
| 6    | Camille Danguillaume | Peugeot-Dunlop    | s.t.     |
| 7    | Ward Peeters         | -                 | s.t.     |
| 8    | Albert Dubuisson     | -                 | s.t.     |
| 9    | Omer Huwel           | -                 | s.t.     |
| 10   | André Rosseel        | Terrot-Hutchinson | s.t.     |